# Bugar
Bugar je naseljeno mjesto u gradu Bihaću, Federacija Bosne i Hercegovine, BiH.
Bugar je najzapadnije naselje u BiH.

## Stanovništvo

### 1991.
Nacionalni sastav stanovništva 1991. godine, bio je sljedeći:
ukupno: 186
- Srbi - 104
- Muslimani - 71
- Hrvati - 10
- ostali, neopredijeljeni i nepoznato - 1

### 2013.
Nacionalni sastav stanovništva 2013. godine, bio je sljedeći:
ukupno: 39
- Bošnjaci - 34
- Hrvati - 2
- ostali, neopredijeljeni i nepoznato - 3

## Vanjske poveznice
- Satelitska snimka  Arhivirana inačica izvorne stranice od 15. veljače 2021. (Wayback Machine)